# Sfârșitul viitorului (Star Trek: Voyager)
„Sfârșitul viitorului” (titlu original: „Future's End”) este un episod în 2 părți format din al 8-lea și al 9-lea episod, din al treilea sezon al serialului TV american științifico-fantastic Star Trek: Voyager și al 50-lea și al 51-lea în total. A avut premiera la 6 noiembrie și respectiv 13 noiembrie 1996 pe canalul UPN. Partea I a fost regizată de David Livingston și a II-a de Cliff Bole, după un scenariu de Brannon Braga și Joe Menosky.

## Prezentare
O navă temporală din secolul 29 creează un paradox temporal atunci când, în mod accidental, ajunge pe Pământ împreună cu Voyager, în două perioade diferite ale secolului 20.
Janeway trebuie să prevină distrugerea sistemului solar de către un antreprenor al secolului 20, care a pus mâna pe nava temporală.

## Actori ocazionali
- Sarah Silverman - Rain Robinson
- Allan G. Royal - Captain Braxton
- Ed Begley, Jr. - Henry Starling
- Brent Hinkley - Butch
- Clayton Murray - Porter
- Susan Patterson - Ensign Kaplan
- Christian Conrad - Dunbar
- Barry Wiggins - Policeman